# San Fernando CD
San Fernando Club Deportivo is een Spaanse voetbalclub uit San Fernando in de autonome regio Andalusië. De club ontstond in 2009 uit de assen van CD San Fernando.  Sinds seizoen 2024-2025 speelt de ploeg weer in de Segunda Federación.

## Geschiedenis
De club werd in 2009 opgericht uit de assen van CD San Fernando, een ploeg die toen actief was op het niveau van de Segunda División B. 
De ploeg startte in de Eerste regionale reeks van Andalusië. Het eindigde tweede en kwam zo reeds vanaf seizoen 2010-2011 uit in de Tercera División. Na promotie in 2012 speelde de club twee seizoenen op rij in de Segunda División B. Na twee seizoenen in de Tercera División, werd de promotie opnieuw afgedwongen. Zo speelt de ploeg sinds seizoen 2016-2017 weer in de Segunda División B. Na de herstructurering van de reeksen, speelde de ploeg vanaf seizoen 2021-2022 in de Primera Federación, maar op het einde van seizoen 2023-2024 volgde de degradatie naar Segunda Federación.

## Seizoenen
Het seizoen 2024-2025 meegeteld, speelde de ploeg op volgende professionele niveaus:
- 0 Primera División (I)
- 0 Segunda División (II)
- 3 Primera Federación (III)
- 7 Segunda División B (III)
- 1 Segunda Federación (IV)
- 4 Tercera División (IV)